# Liste des ordres hospitaliers
Les ordres hospitaliers sont au Moyen Âge, dans le contexte de la guerre sainte chrétienne manifestée lors des croisades, des ordres religieux et/ou militaires ont été constitués. Ils alliaient la vie religieuse des ordres monastiques à la fonction hospitalière et d'accueil. Ces ordres monastiques ont été créés au début du XIIe siècle en Orient en Terre sainte ainsi qu'en Occident.

## Ordres deTerre sainte
- Ordre des Hospitaliers de Saint-Jean de Jérusalem est établi aux environs de 1080, reconnu ordre religieux hospitalier par le pape Pascal II en 1113, devenu aussi un ordre militaire en 1137 mais reconnu en 1187 et confirmé comme tel en 1205. Après la perte de la Terre sainte, l'Ordre se replie sur Chypre avant de conquérir Rhodes et de devenir un ordre souverain. Chassé de Rhodes, l'Ordre prend possession de l'archipel maltais. L'ordre perd son identité après l'expulsion de Malte, en 1798.
- Ordre de Sainte-Marie des Teutoniques reconnu ordre hospitalier en 1191, réorganisé en ordre militaire en 1192, il est reconnu comme tel en 1198. Après la perte de la Terre sainte, l'ordre se reconstitue en Prusse Orientale.
- Ordre de Saint-Lazare de Jérusalem devenu ordre hospitalier en 1255, il n'est pas certain que l'Ordre ait été reconnu par Rome comme un ordre militaire. Disparaît en 1830; renaît au XXe siècle.

## Autres ordres en Europe
- Les Antonins (chanoines hospitaliers de Saint-Antoine) sont fondés en France aux environs de 1095, mais sont devenus « ordre de chanoines réguliers » seulement en 1298. Dissous en 1777, ils sont réunis à l'ordre des Hospitaliers de Saint-Jean de Jérusalem.
- Les chevaliers et chanoines de l'ordre des Hospitaliers du Saint-Esprit ont été fondés en 1180 à Montpellier par Guy de Montpellier et furent formellement reconnus en 1198 par le pape Innocent III. L’Ordre est décimé par la Réforme. La branche masculine de l'ordre fut supprimée par Pie IX en 1854 mais la branche féminine existe toujours. Elle a fusionné en 2003 avec les Filles du Saint-Esprit.
- Aux XIIe et XIIIe siècles, quatre ordres religieux ayant quelques activités hospitalières empruntent leur nom à la croix du Christ. Ce sont les Croisiers. Les Croisiers italiens sont fondés en 1169 et supprimés en 1656. Les Chanoines réguliers de la Sainte-Croix (OSC), fondés à Huy (principauté de Liège) en 1211, les Croisiers liégeois, sont actifs aux Pays-Bas, en Belgique, en France, Angleterre, Allemagne. Déclin et quasi-disparition à la révolution française, l'Ordre reprend vie au XIXe siècle. Deux communautés subsistent aux Pays-Bas (ils sont encore plus ou moins 500 aujourd’hui). Les Croisiers de Bohême (dits à l'« étoile rouge ») fondés en 1237 en Bohême, ils sont actifs en Europe centrale. Les Croisiers polonais (dits au « cœur rouge ») fondés à Cracovie en 1250, ils œuvrent en Pologne jusqu'à la fin du XVIIIe siècle.
- L’ordre hospitalier de Saint-Jean-de-Dieu (OHSJD) est fondé à Grenade en 1537 pour le soin des pauvres et des malades (avec une attention particulière aux malades mentaux) par saint Jean de Dieu (1495-1550). Érigé officiellement en congrégation religieuse le 1er janvier 1572, par le Pape Pie V. Ses membres, aujourd'hui au nombre de 1 500, sont appelés fréquemment, de manière collective les frères de Saint-Jean-de-Dieu, ou les Frères hospitaliers ; individuellement ils sont fréquemment appelés « frère hospitalier » ou « frère de Saint Jean de Dieu ».
- Ordre des hospitaliers de la Charité-Notre-Dame.